# 泰勒·阿姆斯壯
泰勒·阿姆斯壯（英語：Taylor Armstrong；1971年6月10日—），出生名夏娜·麗奈特·休斯（英語：Shana Lynette Hughes），是一位美國電視名人，曾在真人實境秀節目《比佛利嬌妻》的前三個季度中擔綱主演。她在該節目第二季第14集中對著其他演員發飆的鏡頭被網友擷下，並被製作成網路迷因「女人吼貓」（Woman Yelling at a Cat），該迷因自2019年起在網路上爆紅。

## 生平
夏娜·麗奈特·休斯於1971年6月10日出生於堪薩斯州獨立市，之後她們家搬去了奧克拉荷馬州土爾沙。夏娜就讀當地的聯合高中，曾為學校的啦啦隊成員。她於1989年畢業。
之後，她將自己的名字改為「泰勒·福特」（Taylor Ford），開始了自己的電子商務事業，並搬去比佛利山。有次她在當地的一家餐廳等候就座時，遇見了創業投資家羅素·阿姆斯壯（Russell Armstrong）。兩人迅速地在隔年結婚，並於2006年誕下一女甘迺迪·卡洛琳·羅素（Kennedy Caroline Russell），這也是她唯一的孩子。
2010年，泰勒參與了美國精彩電視台所策劃的真人實境秀節目《比佛利嬌妻》，並在節目中擔綱主演。該節目向大眾展示了泰勒的個人生活，她似乎一直為了財務與家庭暴力的問題而困擾著。泰勒表示自己受到丈夫的虐待，曾被他狠狠歐打臉部，以至於她不得不去接受眼窩重建手術。2011年7月11日，在拍攝完《比佛利嬌妻》第二季後，泰勒以飽受言語與肢體暴力為由，向丈夫提起離婚訴訟，之後兩人分居。一個月後的8月15日，她在丈夫於穆赫蘭大道租下的住處中發現了他的遺體，死因為上吊自殺。在得知羅素的死訊後，《比佛利嬌妻》劇組重新剪輯了尚未播出的第二季節目內容。
2014年4月4日，泰勒嫁給了律師約翰·布魯爾（John Bluher），兩人的婚禮在太平洋帕利塞德舉行。

## 網路迷因
泰勒·阿姆斯壯是2019年起開始在網路上爆紅的網路迷因「女人吼貓」（Woman Yelling at a Cat）的主角。該迷因將兩張原先毫無關聯的照片組合成一個情景，左方是《比佛利嬌妻》第二季第14集中泰勒激動大吼的鏡頭，右方是一張對著盤子裡的食物擺出困惑表情的貓咪照片，兩張照片組合起來之後，看起來就像是激動的泰勒正對著無辜的貓咪大吼大叫。
《比佛利嬌妻》第二季第14集於2011年12月5日首播，在節目當中，泰勒與卡蜜兒·格拉瑪的友人D.D.為了格拉瑪的事情而在派對上激動爭吵，泰勒的友人凱爾·理查茲則在一旁試圖安撫激動的泰勒。隔天，《每日郵報》為兩人的爭吵做了一篇報導，報導中放上了理查茲安撫泰勒的那個畫面。2018年6月19日，困惑貓咪的照片被其飼主上傳到Tumblr上，旁邊下的註解為「他不喜歡蔬菜」（he no like vegetals）。
2019年5月1日，一名Twitter網友將兩張照片結合起來，之後該迷因開始在網路上迅速爆紅。後來泰勒也於10月28日在自己的推特上發推表示「順帶一提，女人吼貓（當中的那個女人）是我。」

## 作品

### 真人實境秀
| 年份       | 作品         | 備註                               |
| ---------- | ------------ | ---------------------------------- |
| 2008       | 比佛利拜金女 | 登場於第四季第7集                  |
| 2010－2016 | 比佛利嬌妻   | 前三季主演；第四季到第六季客串演出 |
| 2014       | 夫妻療法     | 第四季主演                         |
| 2022       | 嬌妻全明星季 | 第二季主演                         |
| 2023       | 橘郡嬌妻     | 第十七季友人                       |

## 外部連結
- taylorarmstrong.com，官方網站
- 泰勒·阿姆斯壯的 Twitter （页面存档备份，存于）
- 泰勒·阿姆斯壯在互联网电影资料库（IMDb）上的資料（英文）